# Ruta élite masculina en el Campeonato Mundial de Ruta
La prueba de línea o ruta élite masculina en el Campeonato Mundial de Ciclismo en Ruta se realiza desde la primera edición, en el Mundial de 1927. Hasta 1995 existieron competiciones por separado para ciclistas profesionales y aficionados (amateurs). A partir de 1996, la competición para aficionados fue sustituida por la prueba para menores de 23 años («sub-23») y la de profesionales pasó a ser abierta y a llamarse «élite».
El ganador tiene el derecho de llevar el maillot arcoíris (una camiseta blanca con cinco bandas de diferentes colores que representan a los cinco continentes), durante un año, hasta el siguiente campeonato.

## Palmarés
| Núm.     | Año         | Sede                                               | Oro                                                | Plata                                              | Bronce                                             |
| -------- | ----------- | -------------------------------------------------- | -------------------------------------------------- | -------------------------------------------------- | -------------------------------------------------- |
| I        | 1927        | Nürburgring · ( Alemania)                          | Alfredo Binda Italia                               | Costante Girardengo Italia                         | Domenico Piemontesi Italia                         |
| II       | 1928        | Budapest · ( Hungría)                              | Georges Ronsse · Bélgica                           | Herbert Nebe · Alemania                            | Bruno Wolke · Alemania                             |
| III      | 1929        | Zúrich · ( Suiza)                                  | Georges Ronsse · Bélgica                           | Nicolas Frantz Luxemburgo                          | Alfredo Binda Italia                               |
| IV       | 1930        | Lieja · ( Bélgica)                                 | Alfredo Binda Italia                               | Learco Guerra Italia                               | Georges Ronsse · Bélgica                           |
| V        | 1931        | Copenhague ( Dinamarca)                            | Learco Guerra Italia                               | Ferdinand le Drogo Francia                         | Albert Büchi · Suiza                               |
| VI       | 1932        | Roma ( Italia)                                     | Alfredo Binda Italia                               | Remo Bertoni Italia                                | Nicolas Frantz Luxemburgo                          |
| VII      | 1933        | Montlhéry ( Francia)                               | Georges Speicher Francia                           | Antonin Magne Francia                              | Marijn Valentijn · Países Bajos                    |
| VIII     | 1934        | Leipzig ( Alemania)                                | Karel Kaers · Bélgica                              | Learco Guerra Italia                               | Gustave Danneels · Bélgica                         |
| IX       | 1935        | Floreffe · ( Bélgica)                              | Jean Aerts · Bélgica                               | Luciano Montero España                             | Gustave Danneels · Bélgica                         |
| X        | 1936        | Berna · ( Suiza)                                   | Antonin Magne Francia                              | Aldo Bini Italia                                   | Theo Middelkamp · Países Bajos                     |
| XI       | 1937        | Copenhague ( Dinamarca)                            | Eloi Meulenberg · Bélgica                          | Emil Kijewski Alemania                             | Paul Egli · Suiza                                  |
| XII      | 1938        | Valkenburg · ( Países Bajos)                       | Marcel Kint · Bélgica                              | Paul Egli · Suiza                                  | Leo Amberg · Suiza                                 |
|          | 1939 – 1945 | No celebrados a causa de la Segunda Guerra Mundial | No celebrados a causa de la Segunda Guerra Mundial | No celebrados a causa de la Segunda Guerra Mundial | No celebrados a causa de la Segunda Guerra Mundial |
| XIII     | 1946        | Zúrich · ( Suiza)                                  | Hans Knecht · Suiza                                | Marcel Kint · Bélgica                              | Rik Van Steenbergen · Bélgica                      |
| XIV      | 1947        | Reims ( Francia)                                   | Theo Middelkamp · Países Bajos                     | Albert Sercu · Bélgica                             | Jef Janssen · Países Bajos                         |
| XV       | 1948        | Valkenburg · ( Países Bajos)                       | Briek Schotte · Bélgica                            | Jean-Apôtre Lazaridès Francia                      | Lucien Teisseire Francia                           |
| XVI      | 1949        | Copenhague ( Dinamarca)                            | Rik Van Steenbergen · Bélgica                      | Ferdi Kübler · Suiza                               | Fausto Coppi · Italia                              |
| XVII     | 1950        | Moorslede · ( Bélgica)                             | Briek Schotte · Bélgica                            | Theo Middelkamp · Países Bajos                     | Ferdi Kübler · Suiza                               |
| XVIII    | 1951        | Varese · ( Italia)                                 | Ferdi Kübler · Suiza                               | Fiorenzo Magni · Italia                            | Antonio Bevilacqua · Italia                        |
| XIX      | 1952        | Luxemburgo ( Luxemburgo)                           | Heinz Müller RFA                                   | Gottfried Weilenmann · Suiza                       | Ludwig Hörmann RFA                                 |
| XX       | 1953        | Lugano · ( Suiza)                                  | Fausto Coppi · Italia                              | Germain Derijcke · Bélgica                         | Stan Ockers · Bélgica                              |
| XXI      | 1954        | Solingen ( RFA)                                    | Louison Bobet Francia                              | Fritz Schär · Suiza                                | Charly Gaul Luxemburgo                             |
| XXII     | 1955        | Frascati · ( Italia)                               | Stan Ockers · Bélgica                              | Jean-Pierre Schmitz Luxemburgo                     | Germain Derijcke · Bélgica                         |
| XXIII    | 1956        | Ballerup ( Dinamarca)                              | Rik Van Steenbergen · Bélgica                      | Rik Van Looy · Bélgica                             | Gerrit Schulte · Países Bajos                      |
| XXIV     | 1957        | Waregem · ( Bélgica)                               | Rik Van Steenbergen · Bélgica                      | Louison Bobet Francia                              | André Darrigade Francia                            |
| XXV      | 1958        | Reims ( Francia)                                   | Ercole Baldini · Italia                            | Louison Bobet Francia                              | André Darrigade Francia                            |
| XXVI     | 1959        | Zandvoort · ( Países Bajos)                        | André Darrigade Francia                            | Michele Gismondi · Italia                          | Noël Foré · Bélgica                                |
| XXVII    | 1960        | Sachsenring ( RDA)                                 | Rik Van Looy · Bélgica                             | André Darrigade Francia                            | Pino Cerami · Bélgica                              |
| XXVIII   | 1961        | Berna · ( Suiza)                                   | Rik Van Looy · Bélgica                             | Nino Defilippis · Italia                           | Raymond Poulidor Francia                           |
| XXIX     | 1962        | Saló · ( Italia)                                   | Jean Stablinski Francia                            | Seamus Elliott Irlanda                             | Jos Hoevenaers · Bélgica                           |
| XXX      | 1963        | Ronse · ( Bélgica)                                 | Benoni Beheyt · Bélgica                            | Rik Van Looy · Bélgica                             | Jo de Haan · Países Bajos                          |
| XXXI     | 1964        | Sallanches ( Francia)                              | Jan Janssen · Países Bajos                         | Vittorio Adorni · Italia                           | Raymond Poulidor Francia                           |
| XXXII    | 1965        | Lasarte ( España)                                  | Tom Simpson Reino Unido                            | Rudi Altig RFA                                     | Roger Swerts · Bélgica                             |
| XXXIII   | 1966        | Nürburgring ( RFA)                                 | Rudi Altig RFA                                     | Jacques Anquetil Francia                           | Raymond Poulidor Francia                           |
| XXXIV    | 1967        | Heerlen · ( Países Bajos)                          | Eddy Merckx · Bélgica                              | Jan Janssen · Países Bajos                         | Ramón Sáez Marzo España                            |
| XXXV     | 1968        | Imola · ( Italia)                                  | Vittorio Adorni · Italia                           | Herman Van Springel · Bélgica                      | Michele Dancelli · Italia                          |
| XXXVI    | 1969        | Zolder · ( Bélgica)                                | Harm Ottenbros · Países Bajos                      | Julien Stevens · Bélgica                           | Michele Dancelli · Italia                          |
| XXXVII   | 1970        | Leicester ( Reino Unido)                           | Jean-Pierre Monseré · Bélgica                      | Leif Mortensen Dinamarca                           | Felice Gimondi · Italia                            |
| XXXVIII  | 1971        | Mendrisio · ( Suiza)                               | Eddy Merckx · Bélgica                              | Felice Gimondi · Italia                            | Cyrille Guimard Francia                            |
| XXXIX    | 1972        | Gap ( Francia)                                     | Marino Basso · Italia                              | Franco Bitossi · Italia                            | Cyrille Guimard Francia                            |
| XL       | 1973        | Barcelona ( España)                                | Felice Gimondi · Italia                            | Freddy Maertens · Bélgica                          | Luis Ocaña España                                  |
| XLI      | 1974        | Montreal · ( Canadá)                               | Eddy Merckx · Bélgica                              | Raymond Poulidor Francia                           | Mariano Martínez Francia                           |
| XLII     | 1975        | Yvoir · ( Bélgica)                                 | Hennie Kuiper · Países Bajos                       | Roger De Vlaeminck · Bélgica                       | Jean-Pierre Danguillaume Francia                   |
| XLIII    | 1976        | Ostuni · ( Italia)                                 | Freddy Maertens · Bélgica                          | Francesco Moser · Italia                           | Tino Conti · Italia                                |
| XLIV     | 1977        | San Cristóbal · ( Venezuela)                       | Francesco Moser · Italia                           | Dietrich Thurau RFA                                | Franco Bitossi · Italia                            |
| XLV      | 1978        | Nürburgring ( RFA)                                 | Gerrie Knetemann · Países Bajos                    | Francesco Moser · Italia                           | Jørgen Marcussen Dinamarca                         |
| XLVI     | 1979        | Valkenburg · ( Países Bajos)                       | Jan Raas · Países Bajos                            | Dietrich Thurau RFA                                | Jean-René Bernaudeau Francia                       |
| XLVII    | 1980        | Sallanches ( Francia)                              | Bernard Hinault Francia                            | Gianbattista Baronchelli · Italia                  | Juan Fernández España                              |
| XLVIII   | 1981        | Praga ( Checoslovaquia)                            | Freddy Maertens · Bélgica                          | Giuseppe Saronni · Italia                          | Bernard Hinault Francia                            |
| XLIX     | 1982        | Goodwood ( Reino Unido)                            | Giuseppe Saronni · Italia                          | Greg LeMond Estados Unidos                         | Sean Kelly Irlanda                                 |
| L        | 1983        | Altenrhein · ( Suiza)                              | Greg LeMond Estados Unidos                         | Adrie van der Poel · Países Bajos                  | Stephen Roche Irlanda                              |
| LI       | 1984        | Barcelona · ( España)                              | Claude Criquielion · Bélgica                       | Claudio Corti · Italia                             | Steve Bauer · Canadá                               |
| LII      | 1985        | Giavera del Montello · ( Italia)                   | Joop Zoetemelk · Países Bajos                      | Greg LeMond Estados Unidos                         | Moreno Argentin · Italia                           |
| LIII     | 1986        | Colorado Springs ( Estados Unidos)                 | Moreno Argentin · Italia                           | Charly Mottet Francia                              | Giuseppe Saronni · Italia                          |
| LIV      | 1987        | Villach · ( Austria)                               | Stephen Roche Irlanda                              | Moreno Argentin · Italia                           | Juan Fernández · España                            |
| LV       | 1988        | Ronse · ( Bélgica)                                 | Maurizio Fondriest · Italia                        | Martial Gayant Francia                             | Juan Fernández · España                            |
| LVI      | 1989        | Chambéry ( Francia)                                | Greg LeMond Estados Unidos                         | Dmitri Konyshev URSS                               | Sean Kelly Irlanda                                 |
| LVII     | 1990        | Utsunomiya ( Japón)                                | Rudy Dhaenens · Bélgica                            | Dirk De Wolf · Bélgica                             | Gianni Bugno · Italia                              |
| LVIII    | 1991        | Stuttgart · ( Alemania)                            | Gianni Bugno · Italia                              | Steven Rooks · Países Bajos                        | Miguel Indurain · España                           |
| LIX      | 1992        | Benidorm · ( España)                               | Gianni Bugno · Italia                              | Laurent Jalabert Francia                           | Dmitri Konyshev · Rusia                            |
| LX       | 1993        | Oslo · ( Noruega)                                  | Lance Armstrong Estados Unidos                     | Miguel Indurain · España                           | Olaf Ludwig · Alemania                             |
| LXI      | 1994        | Agrigento · ( Italia)                              | Luc Leblanc Francia                                | Claudio Chiappucci · Italia                        | Richard Virenque Francia                           |
| LXII     | 1995        | Duitama · ( Colombia)                              | Abraham Olano · España                             | Miguel Indurain · España                           | Marco Pantani · Italia                             |
| LXIII    | 1996        | Lugano · ( Suiza)                                  | Johan Museeuw · Bélgica                            | Mauro Gianetti · Suiza                             | Michele Bartoli · Italia                           |
| LXIV     | 1997        | San Sebastián · ( España)                          | Laurent Brochard Francia                           | Bo Hamburger Dinamarca                             | Léon van Bon · Países Bajos                        |
| LXV      | 1998        | Valkenburg · ( Países Bajos)                       | Oscar Camenzind · Suiza                            | Peter Van Petegem · Bélgica                        | Michele Bartoli · Italia                           |
| LXVI     | 1999        | Verona · ( Italia)                                 | Óscar Freire · España                              | Markus Zberg · Suiza                               | Jean-Cyril Robin Francia                           |
| LXVII    | 2000        | Plouay ( Francia)                                  | Romāns Vainšteins Letonia                          | Zbigniew Spruch · Polonia                          | Óscar Freire · España                              |
| LXVIII   | 2001        | Lisboa ( Portugal)                                 | Óscar Freire · España                              | Paolo Bettini · Italia                             | Andrej Hauptman Eslovenia                          |
| LXIX     | 2002        | Zolder · ( Bélgica)                                | Mario Cipollini · Italia                           | Robbie McEwen Australia                            | Erik Zabel · Alemania                              |
| LXX      | 2003        | Hamilton · ( Canadá)                               | Igor Astarloa · España                             | Alejandro Valverde · España                        | Peter Van Petegem · Bélgica                        |
| LXXI     | 2004        | Verona · ( Italia)                                 | Óscar Freire · España                              | Erik Zabel · Alemania                              | Luca Paolini · Italia                              |
| LXXII    | 2005        | Madrid · ( España)                                 | Tom Boonen · Bélgica                               | Alejandro Valverde · España                        | Anthony Geslin Francia                             |
| LXXIII   | 2006        | Salzburgo · ( Austria)                             | Paolo Bettini · Italia                             | Erik Zabel · Alemania                              | Alejandro Valverde · España                        |
| LXXIV    | 2007        | Stuttgart · ( Alemania)                            | Paolo Bettini · Italia                             | Alexandr Kolobnev · Rusia                          | Stefan Schumacher · Alemania                       |
| LXXV     | 2008        | Varese · ( Italia)                                 | Alessandro Ballan · Italia                         | Damiano Cunego · Italia                            | Matti Breschel Dinamarca                           |
| LXXVI    | 2009        | Mendrisio · ( Suiza)                               | Cadel Evans Australia                              | Alexandr Kolobnev · Rusia                          | Joaquim Rodríguez · España                         |
| LXXVII   | 2010        | Melbourne ( Australia)                             | Thor Hushovd · Noruega                             | Matti Breschel Dinamarca                           | Allan Davis Australia                              |
| LXXVIII  | 2011        | Copenhague ( Dinamarca)                            | Mark Cavendish Reino Unido                         | Matthew Goss Australia                             | André Greipel · Alemania                           |
| LXXIX    | 2012        | Valkenburg · ( Países Bajos)                       | Philippe Gilbert · Bélgica                         | Edvald Boasson Hagen · Noruega                     | Alejandro Valverde · España                        |
| LXXX     | 2013        | Florencia · ( Italia)                              | Rui Costa Portugal                                 | Joaquim Rodríguez · España                         | Alejandro Valverde · España                        |
| LXXXI    | 2014        | Ponferrada · ( España)                             | Michał Kwiatkowski · Polonia                       | Simon Gerrans Australia                            | Alejandro Valverde · España                        |
| LXXXII   | 2015        | Richmond ( Estados Unidos)                         | Peter Sagan · Eslovaquia                           | Michael Matthews Australia                         | Ramūnas Navardauskas · Lituania                    |
| LXXXIII  | 2016        | Doha ( Catar)                                      | Peter Sagan · Eslovaquia                           | Mark Cavendish Reino Unido                         | Tom Boonen · Bélgica                               |
| LXXXIV   | 2017        | Bergen · ( Noruega)                                | Peter Sagan · Eslovaquia                           | Alexander Kristoff · Noruega                       | Michael Matthews Australia                         |
| LXXXV    | 2018        | Innsbruck · ( Austria)                             | Alejandro Valverde · España                        | Romain Bardet Francia                              | Michael Woods · Canadá                             |
| LXXXVI   | 2019        | Yorkshire ( Reino Unido)                           | Mads Pedersen Dinamarca                            | Matteo Trentin · Italia                            | Stefan Küng · Suiza                                |
| LXXXVII  | 2020        | Imola · ( Italia)                                  | Julian Alaphilippe Francia                         | Wout van Aert · Bélgica                            | Marc Hirschi · Suiza                               |
| LXXXVIII | 2021        | Flandes · ( Bélgica)                               | Julian Alaphilippe Francia                         | Dylan van Baarle · Países Bajos                    | Michael Valgren Dinamarca                          |
| LXXXIX   | 2022        | Wollongong ( Australia)                            | Remco Evenepoel · Bélgica                          | Christophe Laporte Francia                         | Michael Matthews Australia                         |
| XC       | 2023        | Glasgow ( Reino Unido)                             | Mathieu van der Poel · Países Bajos                | Wout van Aert · Bélgica                            | Tadej Pogačar Eslovenia                            |
| XCI      | 2024        | Zúrich · ( Suiza)                                  | Tadej Pogačar Eslovenia                            | Ben O'Connor Australia                             | Mathieu van der Poel · Países Bajos                |

## Medallero histórico
- Actualizado a Zúrich 2024.

| Núm. | País           | Oro | Plata | Bronce | Total |
| ---- | -------------- | --- | ----- | ------ | ----- |
| 1    | Bélgica        | 27  | 13    | 12     | 52    |
| 2    | Italia         | 19  | 21    | 16     | 56    |
| 3    | Francia        | 10  | 13    | 15     | 38    |
| 4    | Países Bajos   | 8   | 5     | 7      | 20    |
| 5    | España         | 6   | 6     | 12     | 24    |
| 6    | Suiza          | 3   | 6     | 6      | 15    |
| 7    | Estados Unidos | 3   | 2     | 0      | 5     |
| 8    | Eslovaquia     | 3   | 0     | 0      | 3     |
| 9    | Alemania       | 2   | 7     | 6      | 15    |
| 10   | Reino Unido    | 2   | 1     | 0      | 3     |
| 11   | Australia      | 1   | 5     | 3      | 9     |
| 12   | Dinamarca      | 1   | 3     | 3      | 7     |
| 13   | Noruega        | 1   | 2     | 0      | 3     |
| 14   | Irlanda        | 1   | 1     | 3      | 5     |
| 15   | Polonia        | 1   | 1     | 0      | 2     |
| 16   | Eslovenia      | 1   | 0     | 2      | 3     |
| 17   | Letonia        | 1   | 0     | 0      | 1     |
| 17   | Portugal       | 1   | 0     | 0      | 1     |
| 19   | Rusia          | 0   | 3     | 1      | 4     |
| 20   | Luxemburgo     | 0   | 2     | 2      | 4     |
| 21   | Canadá         | 0   | 0     | 2      | 2     |
| 22   | Lituania       | 0   | 0     | 1      | 1     |
|      | TOTAL          | 91  | 91    | 91     | 273   |

1. ↑  Incluye las medallas obtenidas por la RFA entre 1949 y 1990.
2. ↑  Incluye las medallas obtenidas por la URSS.

## Estadísticas

### Múltiples campeones
| Ciclistas más laureados (tres títulos) |  |  |  |  |
|                                        |  |  |  |  |

| Títulos | Corredor            | País           | Año              | Lugar                         |
| ------- | ------------------- | -------------- | ---------------- | ----------------------------- |
| 3       | Alfredo Binda       | Italia         | 1927, 1930, 1932 | Nürburgring, Lieja, Roma      |
| 3       | Rik Van Steenbergen | Bélgica        | 1949, 1956, 1957 | Copenhague, Ballerup, Waregem |
| 3       | Eddy Merckx         | Bélgica        | 1967, 1971, 1974 | Heerlen, Mendrisio, Montreal  |
| 3       | Óscar Freire        | España         | 1999, 2001, 2004 | Verona, Lisboa, Verona        |
| 3       | Peter Sagan         | Eslovaquia     | 2015, 2016, 2017 | Richmond, Doha, Bergen        |
| 2       | Georges Ronsse      | Bélgica        | 1928, 1929       | Budapest, Zúrich              |
| 2       | Albéric Schotte     | Bélgica        | 1948, 1950       | Valkenburg, Moorslede         |
| 2       | Rik Van Looy        | Bélgica        | 1960, 1961       | Sachsenring, Berna            |
| 2       | Freddy Maertens     | Bélgica        | 1976, 1981       | Ostuni, Praga                 |
| 2       | Greg LeMond         | Estados Unidos | 1983, 1989       | Altenrhein, Chambéry          |
| 2       | Gianni Bugno        | Italia         | 1991, 1992       | Stuttgart, Benidorm           |
| 2       | Paolo Bettini       | Italia         | 2006, 2007       | Salzburgo, Stuttgart          |
| 2       | Julian Alaphilippe  | Francia        | 2020, 2021       | Imola, Flandes                |

### Ciclista con más medallas
| Medallas | Corredor            | País           | Oro | Plata | Bronce |
| -------- | ------------------- | -------------- | --- | ----- | ------ |
| 7        | Alejandro Valverde  | España         | 1   | 2     | 4      |
| 4        | Alfredo Binda       | Italia         | 3   | 0     | 1      |
| 4        | Rik Van Steenbergen | Bélgica        | 3   | 0     | 1      |
| 4        | Óscar Freire        | España         | 3   | 0     | 1      |
| 4        | Rik Van Looy        | Bélgica        | 2   | 2     | 0      |
| 4        | Greg LeMond         | Estados Unidos | 2   | 2     | 0      |
| 4        | André Darrigade     | Francia        | 1   | 1     | 2      |
| 4        | Raymond Poulidor    | Francia        | 0   | 1     | 3      |